# Antoine Chbeir
Antoine Chbeir (Ghosta, Província do Monte Líbano, Líbano, 12 de janeiro de 1961) é o atual bispo da Eparquia Católica Maronita de Latakia.
Antoine Chbeir recebeu em 13 de junho de 1988 o sacramento da ordenação. A decisão do 14º Sínodo dos Bispos da Igreja Maronita de 10 de março de 2015 o convoca a eleger Bispo de Latakia. O Papa Francisco aprovou sua eleição como Bispo de Latakia em 14 de março de 2015.
Em 18 de abril de 2015 Chbeir foi ordenado bispo pelas mãos do Patriarca Maronita de Antioquia, Béchara Boutros Raï, OMM. Seus co-consagradores foram Antoine Nabil Andari, bispo titular de Tarso dos Maronitas e Joseph Soueif, bispo de Chipre. 